# Gembloux
Gembloux (vallonsk: Djiblou, nederlandsk: Gembloers) er en by i Vallonien i det centrale Belgien. Byen ligger i provinsen Namur. Indbyggertallet er pr. 2008 på 22.430. Byen er hjemsted for Faculté universitaire des Sciences agronomiques de Gembloux. Gembloux kendes desuden som oprindelsesby for spisebestik.
I 2005 blev Gembloux's beffroi optaget på UNESCOs Verdensarvsliste.
Byen var i år 1578 skueplads for at stort slag under Firsårskrigen.